# Saint-Georges-sur-Cher
Saint-Georges-sur-Cher è un comune francese di 2 476 abitanti situato nel dipartimento del Loir-et-Cher nella regione del Centro-Valle della Loira.

## Società

### Evoluzione demografica
Abitanti censiti